# دبليو دبليو إي فيلوسيتي
دبليو دبليو إي فيلوسيتي هو برنامج تلفزيوني لمصارعة المحترفين من إنتاج شركة وورلد ريسلينغ إنترتاينمينت (دبليو دبليو إي). لقد حل محل عرضين مشتركين من دبليو دبليو إي، وهما جاكيد وميتال. كان يبث كبرنامج ليلي أسبوعي ليلة السبت على سبايك تي في وسكاي سبورتس 2 في المملكة المتحدة صباح يوم الأحد، أصبح فيلوسيتي بثًا شبكيًا من 2005 إلى 2006. يتم تحميل الحلقة الأحدث على موقع WWE.com يوم السبت وتكون متاحة للأسبوع القادم. كما تم أرشفة حلقات البث الشبكي الأقدم. كان بمثابة عرض تكميلي للعلامة التجارية سماكداون، مع التركيز بشكل أكبر على الأداء والمباريات في منتصف البطاقة، وقد تم تسجيله قبل التسجيل التلفزيوني لبرنامج سماكداون!.

## التاريخ

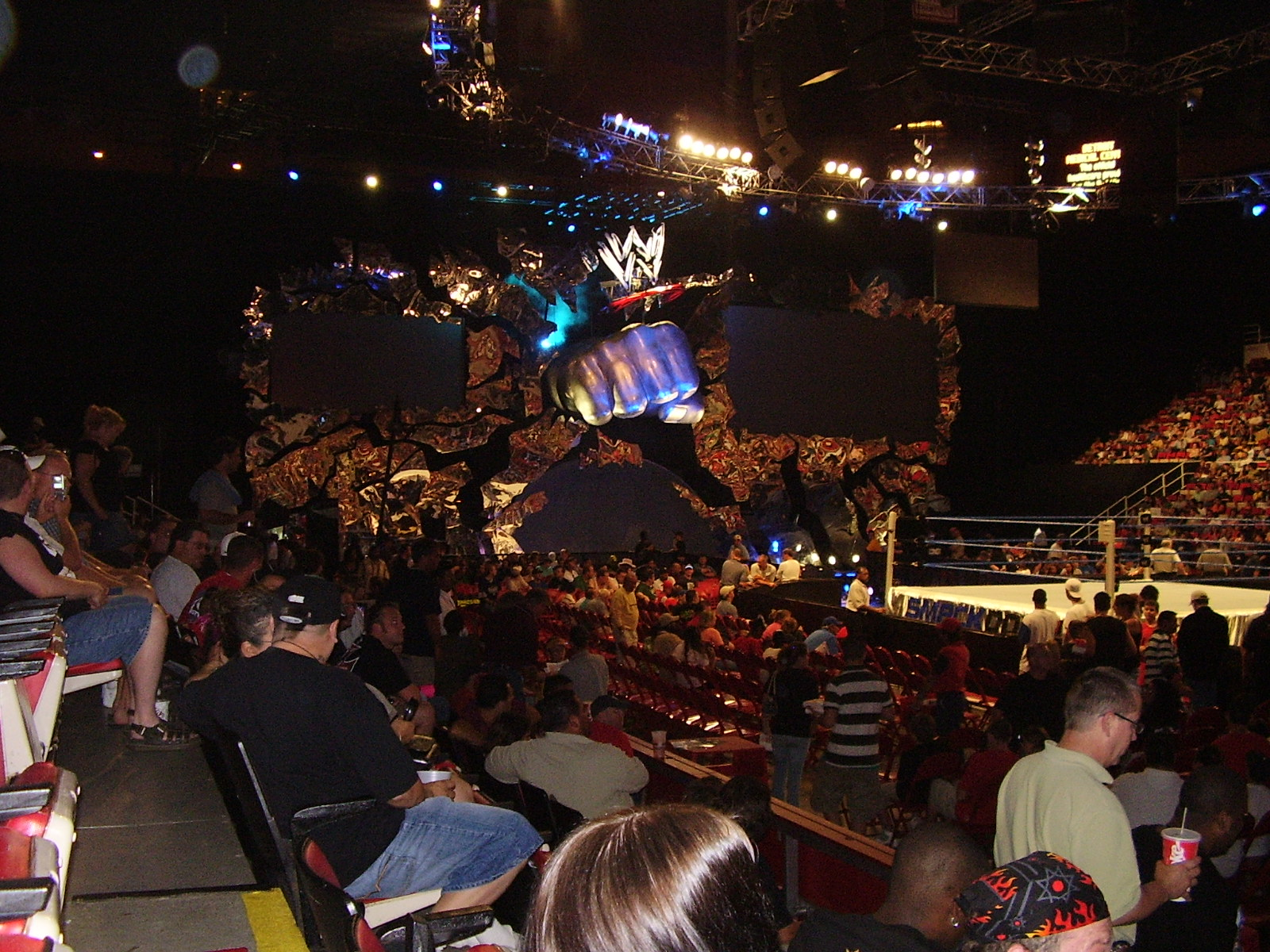
تم استخدام منصة دبليو دبليو إي فيلوسيتي من 25 مايو 2002 إلى 11 يونيو 2006، وهي نفس المنصة المستخدمة في برنامج سماكداون!

تم استخدام دبليو دبليو إي فيلوسيتي بشكل أساسي لتلخيص الأحداث الرئيسية في الحلقة الأخيرة من برنامج سماكداون!، والذي تم بثه يوم الخميس ولاحقًا في ليالي الجمعة على يو بي إن. ونظرًا لتقسيم العلامات التجارية، تم بث مباريات فيلوسيتي ومحتوى من علامة سماكداون التجارية. تم تعيين تنسيق البرنامج ليعاكس تنسيق دبليو دبليو إي هيت وعلاقته بالعلامة التجارية راو.
بعد انتقال راو من سبايك تي في إلى يو إس إيه نيتورك في 2005، تم إيقاف فيلوسيتي ونظيرها من راو، هيت، من البث التلفزيوني في الولايات المتحدة وكندا، وتم بثهما على شبكة الإنترنت عبر موقع WWE.com. وعلى الصعيد الدولي، واصل فيلوسيتي وهيت البث على شبكات التلفزيون الخاصة بهم بسبب التزامات دبليو دبليو إي في البرمجة الدولية.
ومع إعادة إطلاق إي سي دبليو، تم إلغاء فيلوسيتي. تم بث الحلقة الأخيرة من فيلوسيتي دوليًا في 11 يونيو 2006. لقد كانت أيضًا الحلقة الأخيرة التي تم بثها على WWE.com.

## المعلقون
| المعلقون                | سنوات النشاط                                       |
| ----------------------- | -------------------------------------------------- |
| مايكل كول وآل سنو       | 25 مايو - 8 يونيو 2002؛ 22 يونيو - 13 يوليو 2002   |
| مايكل كول وتاز          | 15 يونيو 2002                                      |
| مايكل كول ومارك لويد    | 20 يوليو - 17 أغسطس 2002؛ 31 أغسطس - 7 ديسمبر 2002 |
| مارك لويد وليتا         | 24 أغسطس 2002                                      |
| جوش ماثيوز وإرنست ميلر  | 14 ديسمبر 2002-30 أغسطس 2003                       |
| جوش ماثيوز وتاز         | 6 سبتمبر - 25 أكتوبر 2003                          |
| جوش ماثيوز وبيل ديموت   | 1 نوفمبر 2003-11 ديسمبر 2004                       |
| ستيف روميرو وجوش ماثيوز | 18 ديسمبر 2004-11 يونيو 2006                       |

### مذيع الحلبة
| مذيع الحلبة | التواريخ                   |
| ----------- | -------------------------- |
| توني شيمل   | 25 مايو 2002-11 يونيو 2006 |

## جداول البث التلفزيوني والشبكي
- أستراليا

- فوكس8 - السبت بعد الظهر (2002-2006)

- الولايات المتحدة الأمريكية

- قناة ذا نيو تي إن إن / سبايك تي في - ليالي السبت (2002-2005)
- WWE.com - أيام السبت (2005-2006)

- المملكة المتحدة

- سكاي سبورتس - ليالي الأحد (2002-2004)
- سكاي سبورتس - صباح الأحد (2005-2006)

## روابط خارجية
- WWE Velocity  في قاعدة بيانات الأفلام على الإنترنت (بالإنجليزية)